# Marcus Aemilius Lepidus (praetor in 218 v.Chr.)
Marcus Aemilius Lepidus (Latijn: M. Aemilius M. f. M. n. Lepidus) was een Romeins politicus.
Hij was de oudste zoon van Marcus Aemilius Lepidus (consul in 232 en 220 v.Chr.). Hij was praetor in 218 v.Chr., toen hij het gezag uitoefende op Sicilia.
Hij was een kandidaat voor het consulaat van 216 v.Chr., maar haalde het niet. Hij was mogelijk de praetor (suffectus), die bij Livius wordt vermeld voor dat jaar.